# Odyneropsis melancholica
Odyneropsis melancholica là một loài Hymenoptera trong họ Apidae. Loài này được Schrottky mô tả khoa học năm 1914.